# Specklinia calderae
Specklinia calderae är en orkidéart som först beskrevs av Carlyle August Luer, och fick sitt nu gällande namn av Carlyle August Luer. Specklinia calderae ingår i släktet Specklinia och familjen orkidéer. Inga underarter finns listade i Catalogue of Life.